# 齊氏雙線䲁
齊氏雙線䲁（學名：Enneapterygius ziegleri），為輻鰭魚綱䲁形目三鰭䲁科雙線䲁屬的一個種，由Ronald Fricke於1994年所描述，是為了紀念古生物學家、德國斯圖加特州立自然歷史博物館館長伯恩哈德·齊格勒（1929-2013），分布於西太平洋印尼[][帝汶海]]海域，深度0至2公尺，本魚體型小呈圓柱狀，眼眶上具有觸鬚，頭部、胸部、與胸鰭基部無鱗，體綠灰色，背部有4條淡的寬鞍狀條紋，中側條紋呈黑色，身體腹側一半（臀鰭上方）有5-7條短橫帶，尾鰭基部有黑色橫帶，臀鰭上有傾斜的黑色條紋，背鰭3個，背鰭硬棘13-16枚、背鰭軟條7-9枚、臀鰭硬棘1枚、臀鰭軟條14-19枚，體長可達3.1公分，棲息在水淺的岩礁及珊瑚礁，雌魚產附著性卵在藻類築的巢，雄魚會守護卵，幼魚為浮游性，生活習性不明。